# Ludovico Gavotti
Ludovico Gavotti (ur. 28 listopada 1868 w Genui, zm. 23 grudnia 1918 tamże) – włoski duchowny rzymskokatolicki, arcybiskup Genui.

## Biografia

### Młodość i prezbiteriat
Ludovico Gavotti urodził się w rodzinie arystokratycznej 28 listopada 1868 w Genui w Królestwie Włoch. 27 maja 1893 otrzymał święcenia prezbiteriatu i został kapłanem archidiecezji Genui. W 1900 ukończył studia z literatury na Uniwersytecie Genui. Pracował jako wykładowca, nauczyciel literatury francuskiej, spowiednik, kaznodzieja oraz kapelan i nauczyciel w Instytucie Niewidomych. Udzielał się w nowoczesnych formach apostolatu jak ruchy katolickie i dziennikarstwo.

### Episkopat
22 czerwca 1903 papież Leon XIII mianował go biskupem Casale Monferrato. 5 lipca 1903 w katedrze św. Wawrzyńca w Genui przyjął sakrę biskupią z rąk arcybiskupa Genui Edoardo Pulciano. Współkonsekratorami byli biskup Savony i Noli Giuseppe Salvatore Scatti oraz biskup Alessandria della Paglia Giuseppe Capecci OESA.
W swojej diecezji zakładał kluby młodzieżowe, banki wiejskie i Katolickie Stowarzyszenie Rolnicze.
22 stycznia 1915 mianowany przez Benedykta XV arcybiskupem Genui. Jego ingres miał miejsce 7 marca 1915. Rozwijał tu programy charytatywne z naciskiem na pomoc uchodźcom wojennym oraz popierał ruchy katolickie. Odwiedział w szpitalach żołnierzy włoskich oraz austriackich przebywających w obozach jenieckich. Wzywał Genueńczyków do wsparcia pożyczki narodowej na cele wojenne.
Zmarł 23 grudnia 1918 na grypę hiszpankę.